# 서산성봉학교
서산성봉학교는 충청남도 서산시 성연면 명천리에 있는 공립 특수학교이다. 지적장애 학생을 위한 특수교육기관으로 유치부, 초등부, 중학부, 고등부, 전공과를 두고 있다.
2024년 10월 7일 부터 대체공휴일(재량휴업일)로 첫 번째 날이다. 2024년 10월 21일 까지 대체공휴일(재량휴업일)로 두 번째 날이다.

## 연혁
- 1998년 9월 2일 : 서산성봉학교 설립인가
- 1999년 5월 16일 : 서산성봉학교 개교(유치원 1학급, 초등학교 6학급)
- 2001년 3월 1일 : 중학교 3학급 인가
- 2004년 3월 1일 : 고등학교 5학급 인가
- 2007년 3월 1일 : 전공과 4학급 인가
- 2024년 9월 1일 : 제14대 강화영 교장 취임
- 2025년 1월 9일 : 초등학교 25회, 중학교 22회, 고등학교 19회, 전공과 17회 졸업, 총 43명
- 2025년 3월 1일 : 초등학교 14학급, 중학교 8학급, 고등학교 7학급, 전공과 6학급, 총 35학급 편성